# Похалецкий, Владимир Александрович
Владимир Александрович Похалецкий (8 июля 1936, Москва — 2000) — советский и российский скульптор, медальер.

## Биография
Владимир Похалецкий родился в Москве 8 июля 1936 года. В 1948—1951 годах учился в Московской средней художественной школе. В 1951—1959 годах учился в Московском высшем художественно-промышленном училище (бывшем Строгановском), где его преподавателями были С. Л. Рабинович, Г. А. Шульц и Г. И. Мотовилов. Его дипломная работа, скульптурная группа «Защитники Брестской крепости», была выполнена в стилистике «Граждан города Кале» Огюста Родена.
В 1960 году вступил в Союз художников СССР и начал принимать участие в художественных выставках. Участник групповых выставок 1960, 1965, 1966, 1968 годов в Москве. Принимал участие в ряде зарубежных выставок: в ГДР, Польше, Румынии, Болгарии, ФРГ в 1971 году, а также в Болгарии и Румынии в 1973 году.
Жил в Москве по адресу: Большой Девятинский переулок, 5. Работал в станковой и монументально-декоративной скульптуре. Автор памятных медалей. Скончался в 2000 году.
Искусствовед А. Г. Халтурин во вступительной статье к Первой выставке московской медали 1990 года отмечал В. А. Похалецкого как «несомненно талантливого скульптора с хорошим пластическим чутьем» и писал о его творчестве:
…сущность образного содержания указанных работ имеет скорее характер размышления, чем законченного суждения… При всех отмеченных достоинствах художник не учёл главного в образном решении – утверждения положительного начала. Автор, теряющий в процессе своей работы над медалью такой ориентир, неизбежно рискует потерять специфику этого искусства.

## Работы
Медали
- «М. Пришвин» (1972, бронза)[5]
- «Л. Кранах» (1972, бронза)[6][1]
- «Дюрер. 500 лет со дня рождения» (1974, томпак)[2][1]
- «Ариосто» (1970—1975, томпак)[3][1]
- 2 медали «Первая медальерная выставка» (1970—1975, томпак)[3]
- «Фернандо Магеллан» (1979, бронза)[2]
- «600-летие Куликовской битвы» (1979—1980, бронза)[2]
- «35-летие победы в Великой Отечественной войне» (1980, бронза)[2]
- «50 лет Туркменскому государственному медицинскому институту» (1981, томпак)[7]
- «Человек человеку волк» (1984—1987)[2]
- «Голая истина» (1984—1987)[2]
- «Пока дышу — надеюсь» (1984—1987)[2]
- «Эсхил» (1988, бронза)[2]
- «Суд Париса» (1989, бронза)[2]
- «Олимпийская медаль» (1989, бронза)[2]
- «100-летие Франко-Российского союза» (начало 1990-х)[2]
- «Конкурс артистов балета им. С. П. Дягилева» (начало 1990-х)[2]
- «100-летие Франко-Российского союза» (1992, томпак)[2]
- «Медаль, посвященная дню Победы»[8]
- «С. В. Рахманинов»[1]
- «Микеланджело»[1]
- «А. Блок»[1]
- «Ван-Гог»[1]

Рельефы
- «Беженцы» (1968, алюминий, ковка)[3][9]
- «Смерть партизана»[3]
- «Слава павшим» (1970, бронза)[10]
- «Мир — живым. 1945—1970» (1970, бронза)[11]
- Рельеф для Всесоюзного института лёгких сплавов (1971, сварное железо) — Москва[3]
- Горельеф в интерьере (1972—1978, металл с эмалями) — Москва[3]
- 3 декоративных рельефа «Камея» (1978, металл с цветными эмалями)[3]

Другое
- «Муза поэзии» (1972, дерево)[3]
- «Декоративные решётки» (1973, металл) — Москва, клуб МГУ[3]
- Декоративный фриз (1975, медь) — Монголия, Улан-Батор[3]
- «Детские площадки» (1976—1978, металл, дерево, стекло)[3]